# Toby Whithouse
Toby Lawrence Whithouse, född 5 juli 1970 i Southend, Essex, England, är en brittisk manusförfattare, film- och TV-producent. Han har också agerat som skådespelare och gjort stand-up framträdanden.